# Горбатов, Вадим Алексеевич
Вадим Алексеевич Горбатов (26 января 1940) — советский и российский художник-анималист, живописец, график, художник книги, кандидат искусствоведения, член Союза художников России и член Союза художников дикой природы Великобритании.

## Биография
Родился в 1940 году под Москвой в селе Качалово (ныне Северное Бутово). Учился в МСХШ (Московская средняя художественная школа).
В 1965 закончил Художественно-промышленную академию им. Строганова, где обучался на факультете художественного конструирования и промышленного дизайна, окончил аспирантуру, защитил диссертацию, преподавал в «Строгановке» и МВТУ им. Баумана.
В 1970—1987 годах работал художником на Центральном телевидении СССР в должности руководителя группы художников Главной редакции информации, выпускавшей программы «Время», «Новости», «Международная панорама» и др.
Работал с различными издательствами, иллюстрировал книги о животных, дикой природе, охоте. Вместе с зоологами участвовал в различных экспедициях. Иллюстрировал фундаментальные научные и художественные издания, детские книги, а также журнал «Природа и охота».

## Творчество
Его творчество посвящено миру животных и взаимоотношению человека и дикой природы. Достоверность и убедительность работ художника — результат личных впечатлений и сотен натурных зарисовок. С зоологами, кинооператорами и охотниками он побывал в самых разных уголках земли, от заполярных тундр Сибири и Аляски до джунглей Камбоджи и Эквадора.
Оформлял комплекты открыток, журнал «Природа и охота», иллюстрировал книги: «Редкие и исчезающие животные СССР», серия «Они должны жить», «Красная книга СССР», повести В. Потиевского, книга О. Малова «Смерть притаилась в зарослях» и другие, выпущенные в России, США, Италии, ФРГ.

Интересное повествование сопровождается отличными тоновыми и силуэтными рисунками художника-анималиста В. Горбатова.— о книге О. Малова «Смерть притаилась в зарослях» - журнал «Наука и жизнь», 1999 год
Единственный российский художник, чьи работы включены в книги «300 лет анималистики» и «Современная анималистика», изданные в Великобритании. В течение вот уже 20-ти лет он единственный российский участник художественных проектов голландского фонда «Artists for nature Foundation», объединяющего многих известных анималистов мира.
Участник выставок, в 2016 году его выставка проходила в Зоологическом музее МГУ параллельно с выставкой выдающегося скульптора-анималиста В. А. Ватагина:

Кстати, параллельно с выставкой Ватагина у нас сейчас действует выставка другого замечательного художника-анималиста, нашего современника Вадима Алексеевича Горбатова. Их работы не похожи друг на друга — но это тот редкий случай, когда оба художника очень любимы зоологами-профессионалами. Оба они — художники-полевики, путешественники, участники многих экспедиций, которых мы все считаем классиками. Вадима Горбатова связывает давняя дружба со многими орнитологами.— Михаил Калякин, директор Зоологического музея МГУ
Работы В. Горбатова хранятся в галереях, музеях и частных собраниях многих стран мира.